# Зграда Техничког факултета у Бору
Зграда Техничког факултета у Бору, подигнута је 1928. године као Француска касина и представља од 1990. године непокретно културно добро као споменик културе. Од 1961. године у згради се налази првобитно Рударско-металуршки факултет, данас Технички факултет у Бору Универзитета у Београду.

## Архитектура зграде
Зграда је репрезентативни је пример француске архитектуре настале у Бору између Првог и Другог светског рата, а која данас представља јединствено културно наслеђе у Србији. Део је амбијенталне средине старог дела града, у коме су у међуратном периоду француски предузетници саградили више зграда сличног типа, данас познате као „француске вилеˮ.
Реч је о монументалном архитектонском здању на два спрата са главним улазом на источној страни. Правоугаоне је основе и на својој јужној страни има засебан нижи додатак са кровом на две воде и пробијеним отворима за прозоре на све три стране. Зграда некадашње касине у својој основи је продужна и на северној фасади има четвртасту терасу испод које се налази једна просторија.
Централни, вертикални део главне фасаде, излази из фасадне површине и има засебну кровну конструкцију на две воде. Приземље је саграђено од камених тесаника где су смештена улазна врата. На спрату истуреног прочеља доминирају врата која излазе на правоугаону, плитку терасу. Изнад ове терасе, у последњој зони налази се целина од једног главног узаног и два мања прозора са сваке стране, који су уоквирени каменом испрекиданом бордуром по ивицама. У подкровном венцу је декоративни испрекидани низ.
Подужна грађевина је на главној, источној фасади са јужне стране од истуреног прочеља пробијена са пет прозора правоугаоног облика који су декорисани тимпанонима унутар којих се налазе мали округли прозори. Са северне стране од главног прочеља налази се ред прозора у две зоне. Прозори у доњој зони су правоугаони, док су они у другој стубом по средини подељени на два дела. На средини доње зоне налази се споредни улаз са бочно постављеним степеништем.